# Japanse kuifibis
De Japanse kuifibis of Japanse ibis (Nipponia nippon) is een vogel uit de familie Threskiornithidae. Het is een bedreigde vogelsoort die vroeger vooral in China, Oost-Siberië en Japan voorkwam en nu nog in één klein gebied in de Chinese provincie Shaanxi.

## Kenmerken
De vogel is 55 tot 84 cm lang. Het is een opvallend soort ibis met een kuif en rood gekleurde poten en rode, kale huid voor op de kop. Het verenkleed is buiten de broedtijd wit met oranje tot kaneelkleurige tinten op de staart en vleugels. In de broedtijd krijgt de ibis een grijze kop, nek en rug. De snavel is zwart met een rode punt.

## Verspreiding en leefgebied
Volgens middeleeuwse Japanse teksten en prenten was het een niet zo algemene vogel, die verder wijdverspreid voorkwam in het noordoosten van China en het zuidoosten van Siberië in het stroomgebied van de Amoer. Gedurende de 20ste eeuw nam de soort drastisch af door ontbossingen, jacht en vervolging. In de jaren 1950 kwam daar het het effect bij van het gebruik van kwikhoudende bestrijdingsmiddelen in de rijstbouw. In 1981 bleek dat er nog maar één wilde populatie van vier volwassen en drie onvolwassen vogels was overgebleven in de provincie Shaanxi.
In Japan waren er op het eiland Sado rond 1920 nog een paar dozijn kuifibissen, in 1941 nog maar 27 en in 1981 werden de laatste vijf in het wild levende vogels gevangen.
Het leefgebied van deze soort ibis bestaat uit draslanden zoals moerassen, rivieren, meren en plassen of agrarisch gebied zoals rijstvelden afgewisseld door lage heuvels waarin grote bomen voorkomen om in te nestelen. De vogels foerageren op kleine vissoorten, amfibieën en reptielen, maar ook op weekdieren (slakken) en grote insecten.

### Beschermingsmaatregelen
In China In China werd de vogel na 1981 beschermd en in 1990 werd het Crested Ibis Nature Reserve ingesteld. In 2007 werd het aantal in het wild broedende vogels op ongeveer 300 geschat. Verder vonden er na 2004 uitzettingen plaats van in gevangenschap gefokte ibissen uit een programma dat in 1986 begon in de dierentuin van Beijing. Dit fokprogramma breidde zich geleidelijk uit; in 2010 werden er op vijf verschillende plaatsen kuifibissen gefokt. Sinds 2014 breidt het areaal waarbinnen de kuifibis voorkomt zich uit, dankzij deze maatregelen.
In Japan Met enige moeite lukte het de in 1981 gevangen kuifibissen te fokken in samenwerking met de dierentuin in Tokio. Jongen uit dit fokprogramma werden op Sado geherintroduceerd. In 2010 waren er zes paren, maar tot 2014 bleven broedpogingen zonder succes. In 2014 werd het eerste jong uit dit project vliegvlug.

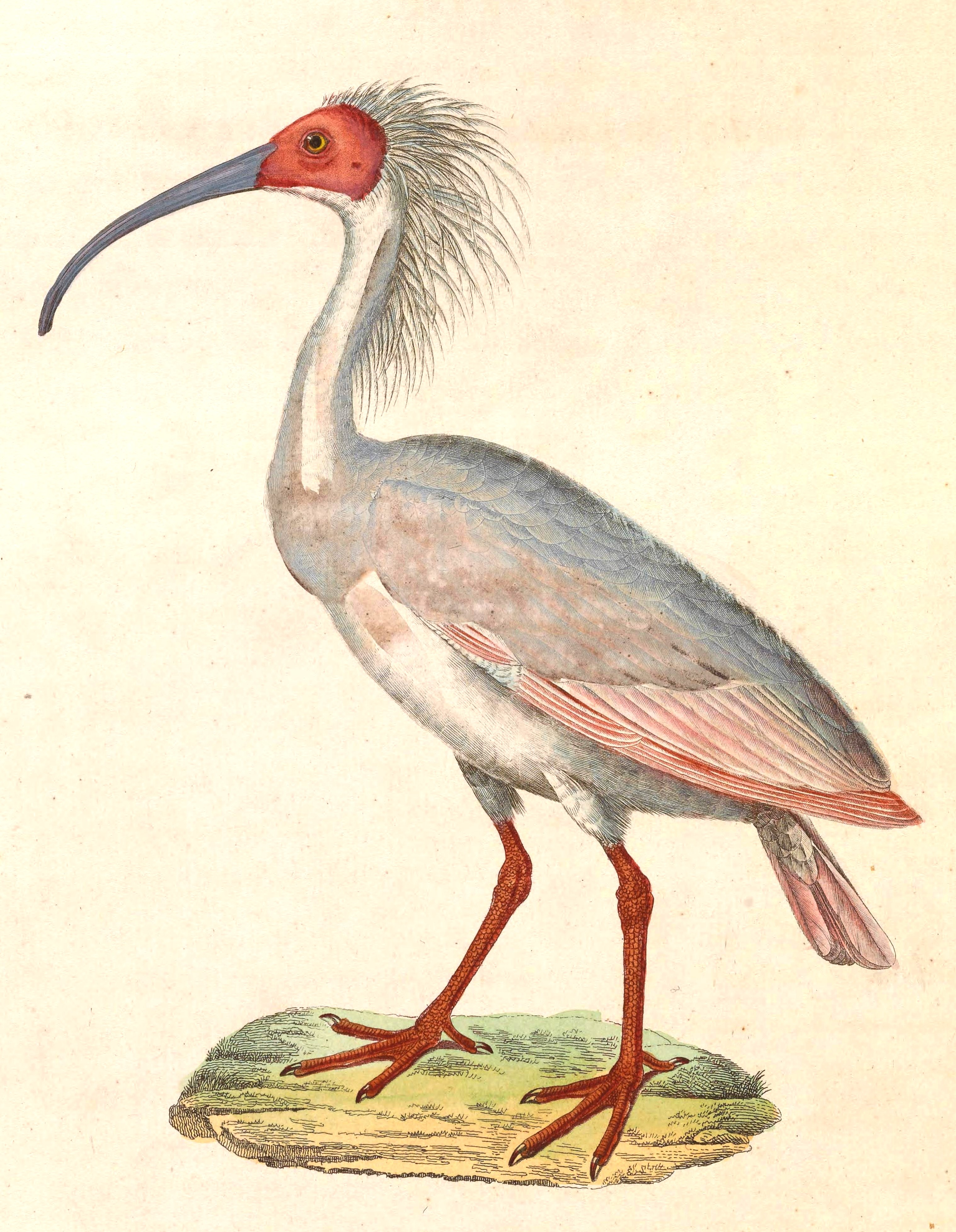
Afbeelding uit de beschrijving van Coenraad Jacob Temminck
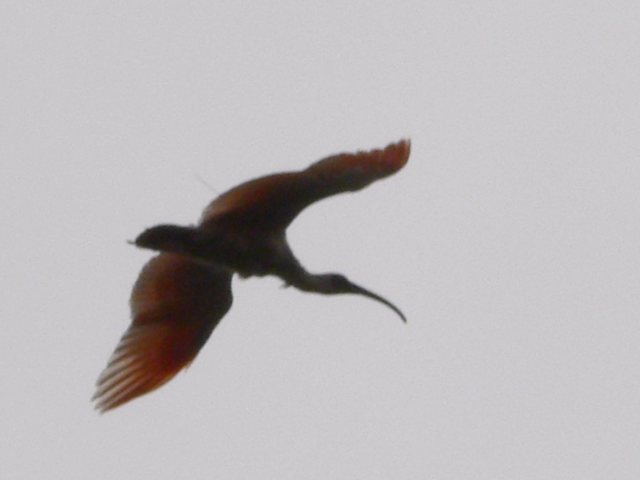
Japanse kuifibis van het beschermingsproject op het eiland Sado

## Status
De Japanse kuifibis heeft een zeer beperkt verspreidingsgebied en daardoor is de kans op uitsterven aanwezig. De grootte van de populatie werd in 2016 door BirdLife International geschat op 330 volwassen individuen en de populatie-aantallen nemen toe dankzij zorgvuldig natuurbeheer. Uitbreiding van het broedgebied is problematisch door het gebruik van gewasbeschermingsmiddelen en grootschalige landbouw. Verder is de populatie genetisch weinig divers. Om deze redenen staat deze soort als bedreigd op de Rode Lijst van de IUCN.
Er gelden strenge beperkingen voor de handel in deze vogel, want de soort staat in de Bijlage I van het CITES-verdrag.